# Stenilema aurantiaca
Stenilema aurantiaca là một loài bướm đêm thuộc phân họ Arctiinae, họ Erebidae.